# 바이오리포터

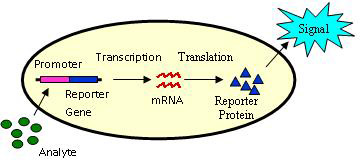
바이오 리포터 유기체의 해부 특정 피분석물의 노출에 의해, 프로모터/리포터 유전자는 mRNA로 전사되고 이후 리포터 단백질을 번역하여 이는 최종적으로 신호를 만들어 낸다.

바이오리포터(Bioreporters)는 환경에서 특정 화학, 물리적 물질 자극에 반응하는 신호를 측정가능하도록 유전적으로 조작된 손상되지 않은 살아있는 미생물 세포이다. 바이오리포터는 필수적으로 두가지 유전적인 요소를 가지는데, 프로모터(촉진자, promoter) 유전자와 리포터 유전자(보고 유전자, reporter gene)가 그것이다.  프로모터 유전자는 세포 환경에 목표 물질이 있을 때 켜진다(전사된다). 정상적인 세균 세포에서 프로모터 유전자는 다른 유전자들과 연결되어 있다. 이들은 또한 마찬가지로 전사되고 단백질로 번역되어 노출된 물질에 경쟁적으로 혹은 적응하는 방향으로 세포를 돕는다. 바이오리포터의 경우에 이런 유전자들 혹은 그것으로부터 나온 물질이 제거되고 리포터 유전자로 교체된다. 결과적으로, 이러한 프로모터 유전자는 이제 리포터 유전자가 켜지도록 한다. 리포터 유전자가 활성화되면 리포터 단백질의 생산이 일어나고 마침내는 특정 형태로 탐지 가능한 신호가 만들어진다. 그러므로, 신호가 있다는 것은 바이오리포터가 환경에서 특정 목표 물질을 감지했음을 의미한다.
바이오 리포터는 환경에 오염물질을 감지 할 목적으로 적용되어 왔으며, 원래 유전자 발현에 영향을 주는 요소들을 알아보는 분석을 위해 개발되었다. 그 이후 계속 발전하여 의학적 진단, 정밀한 농업, 식품 안전성 확보, 처리과정 모니터링, 통제, 그리고 생물-마이크로 전자 공학 컴퓨팅 등 다양한 분야로 적용이 발전되었다. 이러한 다양성은 리포터 유전자 시스템이 다양한 신호를 만들어 낼 수 있기 때문에 가능했다. 덧붙여, 리포터 유전자는 유전적으로 세균, 효모, 식물, 그리고 포유류 세포에 삽입할 수 있으며, 이에 따라 다양한 호스트 벡터에 상당한 기능성을 제공한다.

## 리포터 유전자 시스템
다양한 형태의 리포터 유전자가 바이오 리포터 개체의 제작에 사용될 수 있으며, 이렇게 해서 만들어지는 신호는 색도, 형광, 냉광, 화학 발광 또는 전기 화학성으로 분류할 수 있다. 각자 기능은 다르게 하지만, 그들의 최종 산물은 항상 측정가능한 신호로서 동일하다. 이 신호는 특정 화학 혹은 물리 시료 노출 정도에 따라 농도에 비례하여 나타난다. 예로, 부차적인 기질이 바이오에세이(luxAB, Luc, and aequorin)에 더해졌을 때만 신호가 나타난다. 다른 바이오리포터에서는, 다른 외부 광원(GFP, UMT)에 의해서만 신호가 활성화된다. 그리고 몇몇 바이오리포터는 신호가 완전히 자기-유도성으로, 다른 외부 기질이나 외부 활성화가 필요하지 않다(LuxCDABE).

### 세균성 루시퍼레이즈(luciferase(Lux))

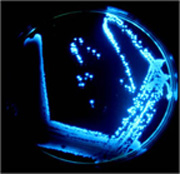
세균성 루시퍼레이즈 유전자를 가진 세균 콜로니에서 방출되는 생물 발광(bioluminescence)

루시퍼레이즈(Luciferase)는 발광(light-emitting) 반응을 촉매하는 효소를 부르는 일반적인 이름이다. 루시퍼레이즈는 세균, 조류, 진균류, 해파리, 곤충, 새우, 오징어 등에서 발견되며 이런 생물이 만들어 내는 빛을 생물 발광(bioluminescence)라고 한다. 세균에서 분리된 이러한 발광 반응을 담당하는 유전자는 490 nm에서 최대 강도를 보이는 푸른(blue-green) 빛을 내는 바이오리포터를 만드는데 널리 사용된다. 3가지 lux 변종이 사용가능하며, 각각 30°C 이하, 37°C 이하, 45°C 이하에서 기능한다. lux 유전자 시스템은 luxA, luxB, luxC, luxD, 그리고 luxE의 다섯가지 유전자 부위로 구성되어 있다. 이 유전자의 조합에 따라서, 몇가지 다른 형태의 바이오 리포터가 사용될 수 있다.

### 반딧불이 루시퍼레이즈 (Luc)
반딧불이 루시퍼레이즈는 550 - 575nm범위의 가시광선을 만들어 내는 반응을 촉진시킨다. 대유동방아벌레(click-beetle) 루시퍼레이즈도 이용가능한데 이는 595nm에서 가장 많은 빛을 만들어낸다. 모든 루시퍼레이즈는 추가적인 외부 물질인 루시페린(luciferin)이 있어야 발광 반응이 가능하다. 수 많은 luc-기반의 바이오 리포터가 만들어져서 다양한 유기물과 무기물의 감지를 위해 사용된다. 가장 유망한 적용분야는 반딧불이 루시퍼레이즈 유전자를 진핵 세포나 조직에 도입하는 것일 것이다.

#### 의학적 진단
헬라(HeLa; human cervical carcinoma cell line)셀에 luc 유전자를 삽입하는 것은 종양세포 제거가 시각화 될 수 있음을 보였다. 이는 살아있는 쥐에서 CCD 카메라로 스캔 하는 것으로, 실시간, 온라인으로 빠른 화학치료가 가능하도록 했다. 다른 예로는, luc 유전자가 인간 유방암 세포에 삽입되어 잠재적 에스트로겐성, 반에스트로겐성 활동을 하는 물질의 검출과 측정을 하는 생물학적 정량법이 개발되었다.

#### 유전자 조절에 대한 연구
특정 프로모터가 luc 유전자 상류에 놓일 수 있는데, 이 luc 시퀀스는 프로모터 시퀀스에 DNA 수준에서 합쳐질 수 있다. 이런 구조물이 너무 크지않다면, 이는 플라스미드(plasmids)를 이용해서 간단히 진핵세포로 도입할 수 있다. 이런 접근법은 주어진 세포나 조직에서 주어진 프로모터의 활동을 연구하는데 널리 이용된다. 이는 루시퍼레이즈에 의한 발광의 정도는 곧 프로모터 활성에 직접 비례하기 때문에 가능한 것이다. 프로모터의 연구에 덧붙여, 반딧불이

### 에쿼린(Aequorin)
에쿼린(aequorin)은 생물발광성 해파리 애쿼리아 빅토리아(Aequorea victoria)에서 분리된 발광 단백질이다. 칼슘 이온과 coelenterazine을 첨가하면 반응이 일어나는데, 그 결과로 460 - 470 nm 범위의 푸른 빛이 발생한다. 에쿼린은 B세포에 통합되어 병원성 세포와 바이러스를 감지하는데 이용되는데, 이를 셀 캐너리(Cell CANARY; Cellular Analysis and Notification of Antigen Risks and Yields) 분석법이라고 한다. B 세포는 유적적으로 조작되어 에쿼린을 생산한다. 다양한 병원체들의 항원 노출에 따라, 재조합 B세포는 세포안에서 칼슘 이온을 배출하는 세포내 신호 전달체계 활성화를 통해 빛을 방출한다.

### 녹색 형광 단백질(GFP)
녹색 형광 단백질(Green Fluorescent protein(GFP)) 또한 발광단백질의 하나이며, 이는 해파리 종류인 애쿼리아 빅토리아(Aequorea victoria)에서 분리되어 클론됐다. 바다 팬지(pansy, Renilla reniformis)에서 변종들도 분리되었다. GFP는 에쿼린(aequorin)과 마찬가지로, 파란색 형광 신호를 만들어 낸다. 하지만 GFP는 다른 외부의 기질을 요구하지는 않으며, 발광단백질의 형광 특성을 활성화 시킬 수 있는 자외선 자원이 필요하다. 이러한 자기-형광의 능력은 GFP를 생물감지 시험에  사용함에 있어 매우 유리하게 만드는데, 이런 특징은 살아있는 세포를 손대지 않고 관찰 할 수 있게 해준다. 덧붙여, GFP를 파란색 이외의 색(청록색, 적색, 황색)을 방출하도록 바꿔줌으로써, 다양한 분석을 가능하게 한다. 결과적으로, GFP는 세균류, 효모, 선충, 식물류, 포유류 숙주에서 바이오리포터를 구축하는데 광범위 하게 이용된다.